# PCNP
PCNP (англ. PEST proteolytic signal containing nuclear protein) – білок, який кодується однойменним геном, розташованим у людей на 3-й хромосомі. Довжина поліпептидного ланцюга білка становить 178 амінокислот, а молекулярна маса — 18 925.
| 10         |  | 20         |  | 30         |  | 40         |  | 50         |
| ---------- |  | ---------- |  | ---------- |  | ---------- |  | ---------- |
| MADGKAGDEK |  | PEKSQRAGAA |  | GGPEEEAEKP |  | VKTKTVSSSN |  | GGESSSRSAE |
| KRSAEEEAAD |  | LPTKPTKISK |  | FGFAIGSQTT |  | KKASAISIKL |  | GSSKPKETVP |
| TLAPKTLSVA |  | AAFNEDEDSE |  | PEEMPPEAKM |  | RMKNIGRDTP |  | TSAGPNSFNK |
| GKHGFSDNQK |  | LWERNIKSHL |  | GNVHDQDN   |  |            |  |            |

A: Аланін

D: Аспарагінова кислота

E: Глутамінова кислота

F: Фенілаланін

G: Гліцин

H: Гістидин

I: Ізолейцин

K: Лізин

L: Лейцин

M: Метіонін

N: Аспарагін

P: Пролін

Q: Глутамін

R: Аргінін

S: Серин

T: Треонін

V: Валін

Кодований геном білок за функцією належить до фосфопротеїнів. 
Задіяний у таких біологічних процесах, як клітинний цикл, ацетилювання, альтернативний сплайсинг. 
Локалізований у ядрі.